# 아소군 (도치기현)

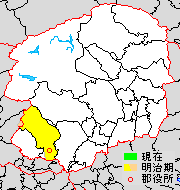
도치기현 아소군의 범위

아소군(安蘇郡)은 일본 도치기현(시모쓰케국)에 있던 군이다.

## 군역
1878년 행정 구역으로 발족할 당시의 군역은 현재의 행정 구역으로 대체로 아래 구역에 해당한다.
- 사노시의 대부분
- 닛코시의 일부
- 군마현 기류시의 일부

위 지역 중, 닛코시에 해당하는 구역은 1889년 정촌제 시행 시에 가미쓰가군에 이관된 지역이다. 또한 율령국 시기의 군역은 옛 가미쓰가군 아와노정(현 가누마시)까지도 포함되었다.

## 역사
- 1878년 11월 8일 - 군구정촌 편제법이 도치기현에서 시행되면서, 행정 구역으로서의 아소군이 발족.

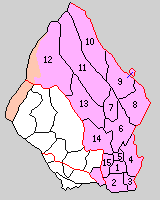
1.사노정 2.우에노촌 3.사카이촌 4.이누부시정 5.호리고메정 6.다누마정 7.미요시촌 8.구즈정 9.도키와촌 10.히무로촌 11.노가미촌 12.히코마촌 13.신고촌 14.아카미촌 15.하타가와촌 (분홍:사노시 등색:군마현 기류시)

- 1889년 4월 1일 - 정촌제 시행으로, 아래의 정촌이 발족. 히코마촌의 일부를 제외하고는 현 사노시.(5정 10촌)
  - 사노정(佐野町)
  - 우에노촌(植野村)
  - 사카이촌(界村)
  - 이누부시정(犬伏町)
  - 호리고메정(堀米町)
  - 다누마정(田沼町)
  - 미요시촌(三好村)
  - 구즈정(葛生町)
  - 도키와촌(常盤村)
  - 히무로촌(氷室村)
  - 노가미촌(野上村)
  - 히코마촌(飛駒村)
  - 신고촌(新合村)
  - 아카미촌(赤見村)
  - 하타가와촌(旗川村)
  - 아시오촌은 가미쓰가군 아시오정이 되면서 군에서 이탈.
- 1891년 11월 7일 - 아카미촌의 일부가 하타가와촌에 편입.
- 1943년 4월 1일 - 사노정·호리고메정·이누부시정·우에노촌·사카이촌·하타가와촌이 합병하여, 사노시(佐野市)가 발족, 군에서 이탈.(2정 7촌)
- 1948년 4월 1일 - 아카미촌이 정제 시행으로 아카미정(赤見町)이 됨.(3정 6촌)
- 1954년 3월 31일 - 다누마정·미요시촌·노가미촌이 합병하여, 새로이 다누마정이 발족.(3정 4촌)
- 1955년
  - 1월 8일 - 구즈정·도키와촌·히무로촌이 합병하여, 새로이 구즈정이 발족.(3정 2촌)
  - 3월 31일 - 아카미정이 사노시에 편입.(2정 2촌)
- 1956년 9월 30일 - 히코마촌·신고촌이 다누마정에 편입.(2정)
- 1968년 4월 1일 - 다누마정의 일부(구 히코마촌의 일부)가 군마현 기류시에 편입(월경 합병).
- 2005년 2월 28일 - 구즈정·다누마정이 사노시와 합병하여, 새로이 사노시가 발족. 이날 아소군은 소멸.

## 참고 문헌
- 《가도카와 일본 지명 대사전》 편집위원회, 편집. (1984년 11월 1일). 《가도카와 일본 지명 대사전》. 9 도치기현. 가도카와 쇼텐. ISBN 4040010906.